# Carl Valentine
Carl Howard Valentine (Mánchester, Inglaterra, 4 de julio de 1958) es un exfutbolista y entrenador inglés nacionalizado canadiense de ascendencia jamaiquina. Jugó como delantero. 

## Selección nacional
Ha sido internacional con la Selección de fútbol de Canadá, disputó 31 partidos internacionales y marcó un gol, y participó en la Copa Mundial de Fútbol de 1986, siendo la primera participación y única de su país, jugó los tres partidos de la fase de grupos. También disputó por el seleccionado canadiense la Copa de Oro de la Concacaf 1991.

### Participaciones en Copas del Mundo
| Mundial                        | Sede   | Resultado    |
| ------------------------------ | ------ | ------------ |
| Copa Mundial de Fútbol de 1986 | México | Primera fase |

## Clubes

### Como jugador
| Club                        | País           | Año         |
| --------------------------- | -------------- | ----------- |
| Oldham Athletic             | Inglaterra     | 1976 - 1979 |
| Vancouver Whitecaps         | Canadá         | 1979 − 1984 |
| West Bromwich Albion        | Inglaterra     | 1984 - 1986 |
| Cleveland Force (indoor)    | Estados Unidos | 1985 - 1987 |
| Vancouver 86ers             | Canadá         | 1987 - 1989 |
| Baltimore Blast (indoor)    | Estados Unidos | 1988 − 1990 |
| Kansas City Comets (indoor) | Estados Unidos | 1990 - 1991 |
| Tacoma Stars (indoor)       | Estados Unidos | 1991 − 1992 |

### Como entrenador
| Club                           | País   | Año         |
| ------------------------------ | ------ | ----------- |
| Vancouver 86ers                | Canadá | 1994 - 1999 |
| North Shore Development Centre | Canadá | 1999 − 2007 |
| Coastal WFC                    | Canadá | 2008 - 2009 |
| Ottawa Fury                    | Canadá | 2009 - 2010 |